# Uva aromatica
Le uve aromatiche sono quelle che contengono particolari aromi che si ritrovano nei vini realizzati mediante esse.
Queste note odorose si trovano nella buccia dell'acino e appartengono alla famiglia dei terpeni. Sono uve aromatiche: i moscati, alcune varietà di malvasia, il gewürztraminer, il brachetto e poche altre.
Oltre alle aromatiche, esistono anche le uve semiaromatiche; ad esempio: sauvignon, glera, cabernet sauvignon.